# Élections législatives luxembourgeoises de 1878
Les élections législatives de 1878 ont eu lieu au scrutin indirect le 11 juin 1878 afin de renouveler vingt-et-un des quarante-et-un membres de la Chambre des députés. 

## Composition de la Chambre des députés
| Circonscription     | Sièges | Députés                             |
| ------------------- | ------ | ----------------------------------- |
| Echternach          | 3      | Jean Foehr                          |
| Echternach          | 3      | Mathias Theysen                     |
| Echternach          | 3      | Joseph Brincour                     |
| Esch-sur-Alzette    | 4      | Pierre Kirsch (lb)                  |
| Esch-sur-Alzette    | 4      | Charles-Léon Metz (lb)              |
| Esch-sur-Alzette    | 4      | Théodore de Wacquant (lb)           |
| Esch-sur-Alzette    | 4      | Dominique-Alexis Brasseur           |
| Luxembourg-Campagne | 5      | Jean-Pierre Pescatore               |
| Luxembourg-Campagne | 5      | Adolphe Fischer                     |
| Luxembourg-Campagne | 5      | Auguste Laval-Metz (lb)             |
| Luxembourg-Campagne | 5      | Prosper-Émile-Joseph de La Fontaine |
| Luxembourg-Campagne | 5      | Charles Collart (lb)                |
| Mersch              | 3      | Jean-Pierre Schroeder               |
| Mersch              | 3      | Jean Knaff (lb)                     |
| Mersch              | 3      | Jean Souvignier                     |
| Remich              | 3      | Jean-Pierre Knepper (lb)            |
| Remich              | 3      | Alfred Velter                       |
| Remich              | 3      | Gustave Lessel (lb)                 |
| Wiltz               | 3      | Michel Weynandy                     |
| Wiltz               | 3      | Jean-Joseph-Georges Faber-Knepper   |
| Wiltz               | 3      | Mathias Mertens                     |